# Discocainia arctica
Discocainia arctica är en svampart som först beskrevs av Christian Gottfried Ehrenberg, och fick sitt nu gällande namn av L. Holm 1975. Discocainia arctica ingår i släktet Discocainia och familjen Rhytismataceae.  Arten är reproducerande i Sverige. Inga underarter finns listade i Catalogue of Life.